# Byt w sensie kolektywnym
Byt w sensie kolektywnym – wszystko, zbiór wszystkich przedmiotów. Możemy też słowo "byt" rozumieć w sensie węższym, jako zbiór wszystkich przedmiotów, które istnieją. Wówczas zamiast słowa byt używamy często słów "rzeczywistość", "kosmos" czy "wszechświat".